# The Almighty Dollar (film fra 1916)
The Almighty Dollar er en amerikansk stumfilm fra 1916 af Robert Thornby.

## Medvirkende
- June Elvidge som Nan Lorimer
- Frances Nelson som Masie Lorimer
- George Anderson som Dr. Thornton
- E.K. Lincoln som John Harwood
- Miss Humphries.